# Christian Pire
Christian Georges Pire (* 1. September 1930 in Tunis; † 13. Juni 2000 in Paris) war ein französischer Wasserspringer, der eine Bronzemedaille bei den Europameisterschaften 1954 gewann.

## Sportliche Karriere
Christian Pire gewann bei den Mittelmeerspielen 1951 in Alexandria die Silbermedaille vom Drei-Meter-Brett hinter dem Ägypter Ahmed Kamel Aly. 1954 bei den Europameisterschaften in Turin siegte vom Drei-Meter-Brett Roman Brener aus der Sowjetunion vor seinem Landsmann Gennadi Udalow, dahinter ersprang Christian Pire die Bronzemedaille. 1955 bei den Mittelmeerspielen in Barcelona siegte Pire vom Drei-Meter-Brett vor zwei Springern aus Ägypten.
Bei den Olympischen Spielen 1956 in Melbourne belegte Pire im Vorkampf vom Drei-Meter-Brett den 14. Platz, nur die besten 12 Springer des Vorkampfs erreichten das Finale. Vier Jahre später nahm er auch bei den Olympischen Spielen 1960 in Rom am Wettbewerb im Kunstspringen teil und belegte im Vorkampf den 18. Platz, die 16 besten Springer erreichten das Halbfinale. Wie vier Jahre zuvor verpasste er den Einzug in die nächste Runde um zwei Plätze.
Christian Pire war elffacher französischer Meister. Er sprang für den Racing Club de France in Paris.